# The Blazing Trail (film fra 1921)
The Blazing Trail er en amerikansk stumfilm fra 1921 af Robert Thornby.

## Medvirkende
- Frank Mayo som Bradley Yates
- Frank Holland som Dr. Pickney Forbes
- Verne Winter som Chipmunk Grannis
- Bert Sprotte som Hank Millicuddy
- Madge Hunt som Ma Millicuddy
- Mary Philbin som Talithy Millicuddy
- Lillian Rich som Carroll Brown
- Ray Ripley som Lewis Van Dusen
- Joy Winthrop som Hulda Mews
- Helen Gilmore